# Jim Delligatti

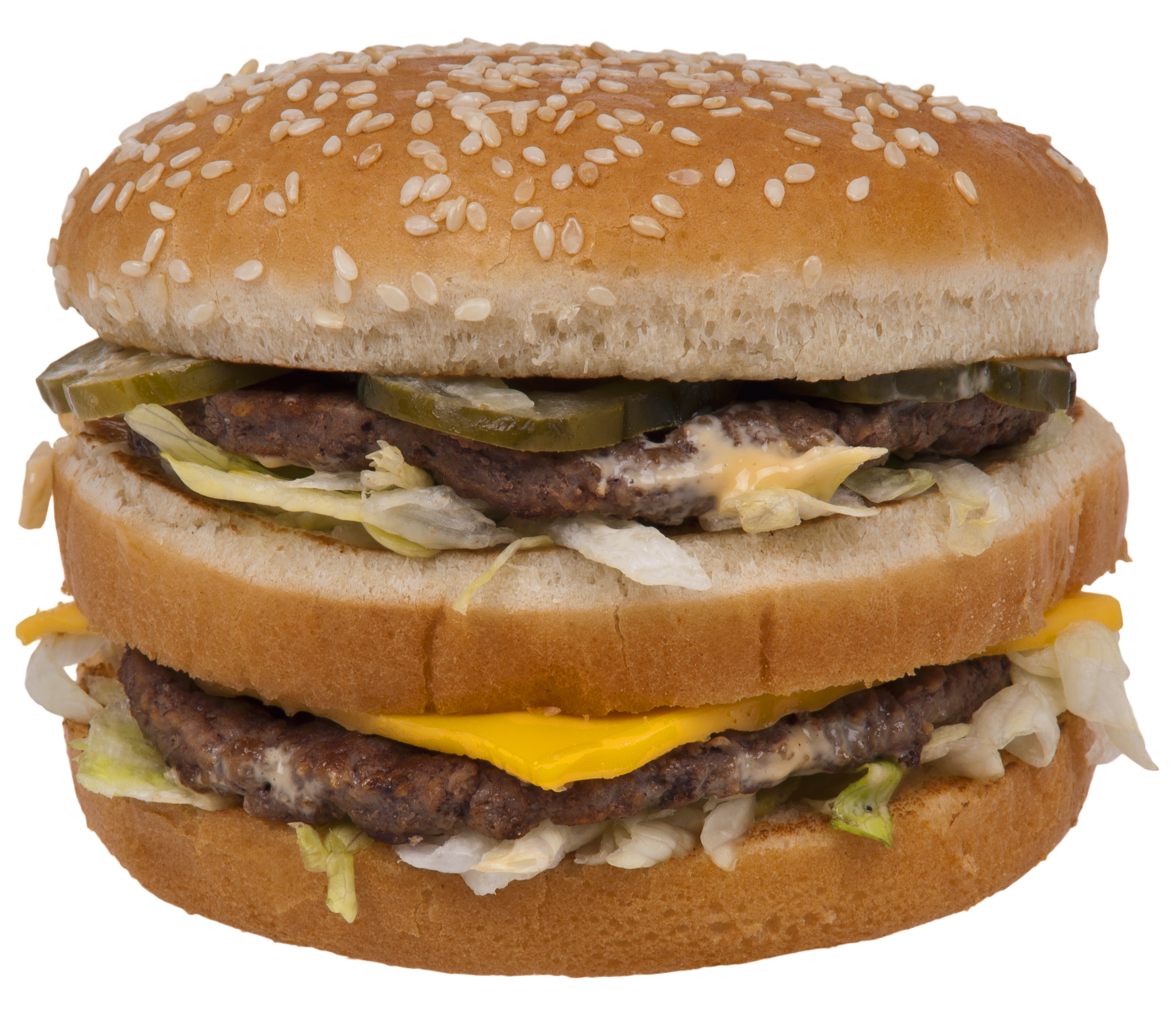
De Big Mac, uitgevonden door Jim Delligatti

Michael James (Jim) Delligatti (Uniontown, 2 augustus 1918 - Fox Chapel, 28 november 2016), was een Amerikaanse zakenman en franchisenemer van de fastfoodketen McDonald's. Hij was de bedenker van de Big Mac.
De vader van Delligatti was schoenmaker en maakte ook snoep. Delligatti startte zijn McDonald's-franchisevestiging in de jaren 50. Hij vestigde zich in Uniontown en zijn bedrijf groeide uiteindelijk uit tot 48 vestigingen. In 1965 bedacht hij het concept van de Big Mac, waarbij op een broodje twee hamburgers worden geplaatst. Vanaf 1967 verkocht hij de burger in zijn vestigingen voor 45 dollarcent.
In 2007 opende Delligatti het Big Mac Museum. Hier staat, met vier meter doorsnede, de grootste Big Mac ter wereld opgesteld.